# Чемпионат России по фристайлу
Чемпионат России по фристайлу — спортивное соревнование по фристайлу, ежегодно проводимое Федерацией фристайла России. Медали разыгрываются среди мужчин и женщин в следующих дисциплинах: биг-эйр, хафпайп, ски-кросс, могул, акробатика, парный могул, слоупстайл, командная акробатика.

## История

### Советский период
Первые спортсмены по фристайлу в СССР появились в 1970-х годах. В городах Чусовой, Томск, Таштагол, Чимган, Москве и Подмосковье проводились показательные выступления.
Первые всесоюзные соревнования прошли в 1986 году около деревни Горки.
Впервые чемпионат СССР по фристайлу прошёл на горном курорте Чимган Узбекской ССР в 1988 году.

### Российский период
С 1992 года ежегодно проводится чемпионат России по фристайлу.

### Чемпионаты мира
На чемпионате мира 1991 в Лейк-Плэсид Василиса Семенчук (Канина) в акробатике и Сергей Шуплецов в комбинации завоевали золотые медали.
На чемпионате мира 1993 в Альтенмаркте (Австрия). Сергей Шуплецов завоевал золото в комбинации, Лина Черязова завоевала золото в акробатике. Наталья Орехова завоевала серебро в комбинации.
На чемпионате мира 1995 Елена Баталова выиграла золото в лыжном балете.
На чемпионате мира 1997 Оксана Кущенко выиграла золото в лыжном балете.
На чемпионате мира 1999 Наталья Разумовская завоевала золото, Оксана Кущенко — серебро в лыжном балете.
На чемпионате мира 2003 Дмитрий Архипов завоевал золото в акробатике. Мария Черкасова завоевала серебро в парном могуле.
На чемпионате мира 2007 Руслан Шарифуллин завоевал бронзовую медаль в парном могуле.

### Олимпийские игры
На Зимних Олимпийских играх 1992 Елизавета Кожевникова завоевала серебряную медаль в могуле.
На Зимних Олимпийских играх 1994 Сергей Шуплецов завоевал серебряную, Елизавета Кожевникова бронзовую медали в могуле.
На Зимних Олимпийских играх 2006 Владимир Лебедев завоевал бронзовую медаль в акробатике.
На Зимних Олимпийских играх 2014 Александр Смышляев завоевал бронзовую медаль в могуле.

## Регламент
Участие спортсменов в соревновании допускается только при наличии договора страхования жизни и здоровья.
Соревнования проводятся при наличии медицинского обеспечения, в том числе медицинского осмотра и заключения о допуске спортсменов к соревнованиям.
К соревнованиям допускаются спортсмены спортивных сборных команд субъектов Российской Федерации. От одного субъекта Федерации вправе подать заявку только одна сборная. От субъекта Федерации, в котором проводятся соревнования, вправе подать заявку две сборные.
В дисциплинах «хафпайп», «слоуп-стайл» и «биг-эйр» к соревнованиям допускаются спортсмены, имеющие квалификацию не ниже 1-го спортивного разряда по другому сложно-координационному виду спорта.
Заявка на участие подаётся в Федерацию фристайла России.

## Чемпионат России по фристайлу 2016

### Ски-кросс
Соревнования прошли в Миассе. 
Золото завоевал Артём Костенко, серебро — Георгий Корнилов, бронзу — Кирилл Гладков.
Первое место заняла Софья Смирнова, второе — Юлия Ливинская, третье — Майя Аверьянова.

### Парный могул
Соревнования прошли в г. Чусовой (Пермский край).
Первое место занял Алексей Павленко, второе — Сергей Волков, третье — Егор Ануфриев.
Золото завоевала Ксения Кузнецова, серебро — Регина Рахимова, бронзу — Елизавета Безгодова.

### Лыжная акробатика
Соревнования прошли в г. Чусовой (Пермский край).
Золото завоевал Максим Буров (205,75 балла), серебро — Павел Кротов (203,20 балла), бронзу — Илья Буров (195,14 балла).
Первое место заняла Любовь Никитина (161,69 балла), второе — Татьяна Бабич (130,97 баллов), третье — Кристина Спиридонова (126,14 баллов).

### Могул
Соревнования прошли в г. Чусовой (Пермский край).
Золото завоевал Александр Смышляев (82,63 балла), серебро — Алексей Павленко (81,08 балла), бронзу — Егор Ануфриев (77,28 балла).
Первое место заняла Марика Пертахия (76,43 балла), второе — Регина Рахимова (75,89 балла), третье — Анастасия Сафиулина (70,49 балла).

### Хафпайп
Соревнования прошли в Миассе.
Первое место занял Павел Чупа (74,2 балла), второе — Антон Голубев (70,0 баллов), третье — Пётр Кордюк (66,4 балла).
Золото завоевала Елизавета Чеснокова (70,2 балла), серебро — Светлана Пудова (63,2 балла), бронзу — Анастасия Таталина (60,4 балла).

### Слоупстайл
Соревнования прошли 12 марта 2016 года в Миассе.
Золото завоевал Григорий Фузеев (86,40 балла), серебро — Дмитрий Мулендеев (85,80 балла), бронзу — Дмитрий Макаров (83,80 балла).
Первое место заняла Лана Прусакова (82,80 балла), второе — Каролин Холтер – (69,80 балла), третье — Анастасия Пашинова (64,20 балла).

## Чемпионат России по фристайлу 2017

### Хафпайп
Соревнования прошли в Миассе. Из-за погодных условий программа соревнований была сокращена до стадии квалификации. 
Первое место занял Федор Муралев (85 баллов), второе — Савелий Байков (55,6 балла), третье — Егор Терентьев (55 баллов).
Среди женщин первое место заняла Анна Лахтачева (56 баллов), второе — Ксения Вакуловская (51,2 балла), третье — Варвара Корепанова (44,6 балла).

### Слоупстайл
Чемпионат проходил в Миассе.
Золото завоевал Владимир Галайко (71,8 балла), серебро — Денис Некрасов (66 баллов), бронзу — Эмиль Абдуллин (65,8 баллов).
Первое место заняла Лана Прусакова (90,2 балла), второе — Анастасия Таталина (60,4 балла), третье — Елизавета Чеснокова (58,8 баллов).

### Ски-кросс
Чемпионат проходил в Миассе.
Первое место занял Игорь Омелин, второе — Семён Денщиков, третье — Кирилл Гладков. 
Золото завоевала Анастасия Чирцова, серебро — Екатерина Мальцева, бронзу — Виктория Завадовская.

## Чемпионат России по фристайлу 2018
Чемпионат проходил в марте 2018 года в Кемеровской области.

### Хафпайп
В хафпайпе первое место занял Павел Чупа, второе — Роман Егоров, третье — Владимир Галайко.
Среди женщин первое место заняла Валерия Демидова, второе — Елизавета Чеснокова, третье — Дарья Таталина.

### Могул
Золото завоевал Александр Смышляев, серебро — Сергей Волков, бронзу — Егор Ануфриев.

### Парный могул
Первое место занял Егор Ануфриев, второе — Максим Михайлов, третье — Андрей Угловский.
Среди женщин золото завоевала Анастасия Первушина, серебро — Анастасия Смирнова, бронзу — Виктория Лазаренко.

### Лыжная акробатика
Золото завоевал Максим Буров, серебро — Илья Буров, бронзу — Кирилл Самородов.
Среди женщин золото завоевала Любовь Никитина, серебро — Анастасия Прыткова, бронзу — Софья Алексеева.

### Слоупстайл
Соревнования прошли в Миассе. Финалы заездов были отменены из-за погодных условий. Победители были определены по итогам квалификации.
Первое место занял Дмитрий Макаров, второе — Дмитрий Мулендеев, третье — Антон Голубев.
Среди женщин первое место заняла Лана Прусакова, второе — Анастасия Таталина, третье — Анастасия Сибиченкова.

## Чемпионат России по фристайлу 2020
Чемпионат по хафпайпу проведён в Миассе (Челябинская область) на курорте «Солнечная долина». Чемпионаты по могулу и акробатике отменены из-за пандемии коронавируса.

### Хафпайп
Среди женщин чемпионкой стала Валерия Демидова (88,8 балла). Серебряную медаль завоевала Полина Агнцева (75,2 балла), бронзовую — Ярославна Мунтян (73,6 балла).  
Среди мужчин чемпионом стал Павел Чупа (94 балла). Второе  место занял Роман Егоров (92,6 балла), третье — Федор Муралев (84,2 балла).

## Чемпионат России по фристайлу 2022
Чемпионат в соревнованиях биг-эйр, слоупстайл и хафпайп проведён в Миассе (Челябинская область) на базе «Солнечная долина» в марте 2022 года. Соревнования завершились 17 марта.

### Биг-эйр
В биг-эйр в женских соревнованиях чемпионкой стала Анастасия Таталина (182,60 балла), серебро завоевала Снежана Прайс (137,20 балла), бронзу — Алина Брезгина (136,40 баллов) 
В мужских соревнованиях чемпионом стал Максим Сенкевич (183,00 балла), серебро завоевал Дмитрий Мулендеев (177,20 баллов), бронзу — Павел Петров (168,80 баллов).

### Слоупстайл
В слоупстайле среди мужчин победителем стал Дмитрий Мулендеев 88,20 балла. Второе место — Максим Сенкевич (83,60), третье — Павел Петров (82,20).
Среди женщин чемпионкой стала  Анастасия Таталина (90,40), второе место — Снежана Прайс (77,00), третье — Анна Иванова (73,00).

### Лыжная акробатика
Чемпионат прошёл в спортивном комплексе «Подолино» (Ярославская область).
Среди женщин чемпионкой стала Анастасия Прыткова (80,96 балла). Серебро завоевала Любовь Никитина (76,55), бронзу - Арина Муллагалиева (68,38).
Среди мужчин чемпионом стал Илья Буров (124,89 балла). Серебро завоевал Максим Буров (122,50), бронзу - Станислав Никитин (116,82).

### Хафпайп
Чемпионкой стала Александра  Глазкова (86,40 балла). Второе место — Екатерина Селезнева (83,00), третье — Екатерина Ефремова (78,20).
Среди мужчин чемпионом стал Владимир  Иванов (95,40 балла). Серебро завоевал Федор Муралев (89,80), бронзу — Леонид Фролов (86,40).

### Парный могул
Артем Шульдяков завоевал золотую медаль, серебряную — Алексей Лыжин, бронзовую — Никита Новицкий.
Среди женщин золото завоевала Анастасия Смирнова, серебро — Дарья Ханова, бронзу — Алиса Брюханова

### Могул
Первое место занял Никита Андреев, второе — Артем Шульдяков , третье — Никита. 
Среди женщин золото завоевала Анастасия Смирнова, серебро — Анна Герасимова, бронзу — Елизавета Безгодова.

## Чемпионат России по фристайлу 2024
Чемпионат проведён с 25 по 31 марта 2024 года в МСК «Сопка» г. Красноярск.
27 марта прошли квалификация и финалы SS.
29 марта прошли квалификация и финалы BA.

## Чемпионат России по фристайлу 2025

### Акробатика
Чемпионат в дисциплине «Акробатика» проведён в марте 2025 года около Ярославля в спортивном комплексе «Подолино». В чемпионате приняли участие 43 спортсмена из Москвы, Московской и Ярославской области и Республики Башкортостан.
Золото завоевала команда из Московской области в составе Станислава Сумеркина, братья Максим и Илья Буровы. Второе место заняла команда из Москвы, третье — из Башкортостана.
В индивидуальной программе золото завоевала Анастасия Краснощекова (66,78 баллов), серебро Алиса Алексеева (64,58 баллов), бронза — Арина Муллагалиева (54,94 балла).
В мужском зачёте золото завоевал Илья Буров (131,07 балла), серебро — Максим Буров (124,95 баллов), бронзу — Артем Потапов (116,82 балла).

## Список чемпионатов
| Год  | Место проведения              | Дата      | Примечание |
| ---- | ----------------------------- | --------- | ---------- |
| 2021 | Сочи, Краснодарский край      |           |            |
| 2022 | Миасс, Челябинская область    |           |            |
| 2023 | Красноярск, Красноярский край |           |            |
| 2024 | Красноярск, Красноярский край |           |            |
| 2025 | Подолино, Ярославская область | 2-3 марта |            |